# Burgen- und Festungsmuseum
Als Burgenmuseum bzw. Festungsmuseum bezeichnet man ein Museum zur Geschichte der Fortifikation und Festungsbaukunst.
Solche Museen präsentieren Burgen und Festungsanlagen sowohl in Museumsräumen innerhalb des Objekts als auch in Gestalt von Freilichtmuseen. Neben Einblicken in die jeweilige militärische Burgen- und Festungsarchitektur gewährt ein solches Museum vielfach im Zusammenhang stehende zeitgeschichtliche und kulturhistorische Einblicke.

## Liste von Burgen- und Festungsmuseen (Auswahl)

### Belgien
- Fort Napoleon (Ostende)
- Burg Steen

### Bulgarien
- Festung Baba Wida

### Deutschland
- Burgmuseum Grünwald, Oberbayern
- Deutsches Burgenmuseum, Veste Heldburg, Thüringen
- Reichsburg Kyffhausen, Thüringen
- Johanniterburg Kühndorf, Thüringen
- Pfalz Tilleda, Sachsen-Anhalt
- Burgmuseum auf Burg Altnußberg, Bayern
- Burgmuseum Burg Hohenzollern, Baden-Württemberg
- Burgmuseum auf Burg Krautheim, Baden-Württemberg
- Burgmuseum Marksburg, Rheinland-Pfalz
- Burgenmuseum (Nideggen), Nordrhein-Westfalen
- Allgäuer Burgmuseum auf Burghalde in Kempten (Allgäu), Bayern
- Kölner Festungsmuseum, Nordrhein-Westfalen
- Kunstsammlungen der Veste Coburg, Bayern
- Burgmuseum Burg Ronneburg, Hessen
- Deutsche Festungsmuseum in Festung Rosenberg,[1] Bayern
- Museum unterm Trifels zur Reichsburg Trifels, Rheinland-Pfalz
- Burgmuseum Pewsum
- Burgmuseum Parsberg

### Irland
- Rock of Cashel

### Israel
- Zitadelle (Akkon)

### Italien
- Castel Drena, Trentino
- Forte Spagnolo

### Luxemburg
- Luxemburgisches Burgenmodell-Museum

### Namibia
- Alte Feste (Windhoek)

### Niederlande
- Fort Kijkduin

### Österreich
- Festungsmuseum Salzburg
- Burgmuseum (Wels),

### Russland
- Peter-und-Paul-Festung
- Moskauer Kreml

### Schweden
- Burg Eketorp

### Schweiz
- Festung Reuenthal
- Festung Crestawald
- Forte Airolo

### Südafrika
- Fort Klapperkop
- Fort Schanskop

### Tschechien
- Burg Kámen
- Burg Košumberk

### Vereinigten Staaten von Amerika
- Fort Montgomery (Hudson River)